# Grammomys dolichurus
Grammomys dolichurus is een knaagdier uit het geslacht Grammomys dat voorkomt van Nigeria tot Zuid-Ethiopië en Zuid-Afrika. Mogelijk bestaan er meerdere soorten binnen de huidige definitie van G. dolichurus: dieren uit het noorden van het verspreidingsgebied hebben een donkerdere vacht en anders gevormde bullae, zodat ze mogelijk een aparte soort, G. surdaster, vormen.
De rug is rood-, grijs- of bruinachtig, de onderkant wit. De staart is zeer lang en dun. De voeten zijn meestal wit. De kop-romplengte bedraagt 105 tot 115 mm, de staartlengte 145 tot 160 mm, de achtervoetlengte 23 tot 25 mm, de oorlengte 16 mm en het gewicht 32 tot 41 gram. Het karyotype bedraagt 2n=52, FN=66.
Deze soort leeft in bossen, rietbedden en struikgebieden. Het dier eet vooral boombast, maar ook fuirt, zaden en hout. De draagtijd is 24 dagen. Nesten van tot vier jongen kunnen het hele jaar door geboren worden. Deze soort is 's nachts actief en leeft voornamelijk in bomen. Het dier bouwt nesten van tot 20 cm groot in bomen, op 0,5 tot 2 meter boven de grond.